# Vedette hongroise
Pour plus de détails, voir Fiche technique et Distribution.
Vedette hongroise (titre original : Die ganze Welt dreht sich um Liebe) est un film autrichien réalisé par Victor Tourjanski et sorti en 1935.

## Fiche technique
- Titre original : Die ganze Welt dreht sich um Liebe
- Titre alternatif : Clo-Clo[1].
- Réalisation : Victor Tourjanski
- Scénario : Ernst Marischka, Hubert Marischka, Hanns Saßmann, d'après l'opérette Clo-Clo
- Production : Standard-Film GmbH
- Producteur : Ernst Mosich
- Photographie : Werner Brandes
- Musique : Franz Lehár
- Montage : Hans Wolff
- Durée : 93 minutes
- Dates de sortie :  
  - Allemagne : 4 octobre 1935
  - Autriche : 10 octobre 1935
  - Hongrie : 2 janvier 1936

## Distribution
- Mártha Eggerth : Ilona Ratkay
- Leo Slezak : Adalbert v. Waldenau
- Ida Wüst : Helene
- Rolf Wanka : Peter
- Hans Moser : Anton
- Alfred Neugebauer : W.G. Miller
- Annie Rosar : Frau Ringelmann